# Seuge
Die Seuge ist ein Fluss in Frankreich, der hauptsächlich im Département Haute-Loire in der Region Auvergne-Rhône-Alpes verläuft. Sie entspringt im Bergland der Margeride, an der Südflanke des Truc de la Garde (1486 m), im östlichen Gemeindegebiet von Le Malzieu-Forain, knapp an der Grenze zur benachbarten Gemeinde Chanaleilles. Die Seuge entwässert nach einer Südost-Schleife im Oberlauf generell Richtung Nordost und mündet nach rund 34 Kilometern im Gemeindegebiet von Prades als linker Nebenfluss in den Allier. Die Quelle der Seuge liegt noch im Département Lozère, in der Region Okzitanien, der Quellbach wechselt jedoch nach wenigen Metern ins Département Haute-Loire.

## Orte am Fluss
(Reihenfolge in Fließrichtung)
- La Loubeyre, Gemeinde Chanaleilles
- Grèzes
- Saugues
- Cubelles
- Prades